# سیستوسکوپی

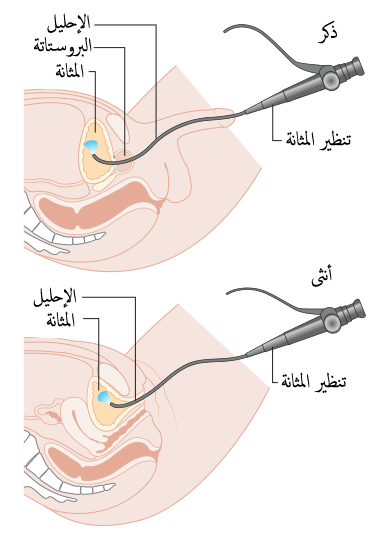
نموداری که سیستوسکوپی را برای یک مرد و یک زن نشان می دهد.

سیستوسکوپی نوعی اندوسکوپی است که به اورولوژیست (پزشک متخصص مجاری ادراری) اجازه می‌دهد تا مثانهٔ بیمار را از طریق پیشاب‌راه (مجرای خروج ادرار) مشاهده و بررسی کند. این فرایند با استفاده از دستگاهی به نام سیستوسکوپ انجام می‌شود. این دستگاه مجهز به لنز و منبع نور است و جهت بررسی درون مثانه و مجاری ادراری به پزشک کمک می‌کند. بعضی از سیستوسکوپ‌ها مجهز به تجهیزات دیگری جهت انجام جراحی نیز هستند. سیستوسکوپی اطلاعات با ارزشی از مجاری ادرار، پروستات و مثانه به پزشک می‌دهد. تومورهای مثانه از نوع مخملی شکل به راحتی به وسیلهٔ سیستوسکوپی قابل تشخیص هستند. همچنین التهاب‌های مثانه کاملاً به وسیلهٔ سیستوسکوپی قابل تشخیص هستند. بیماران پیش از جراحی پروستات باید سیستوسکوپی شوند.
سیستوسکوپ‌ها به دو نوع کلی منعطف و سخت تقسیم می‌شوند. در سیستوسکوپی منعطف نیاز به بیهوشی کامل وجود نداشته و در هر دو جنس مرد و زن با بی‌حسی موضعی با ژل لیدوکائین قابل انجام است. سیستوسکوپی سخت نیز با همین شرایط قابل انجام است اما به دلیل ایجاد درد بیشتر به خصوص در مردان، معمولاً نیاز به بیهوشی عمومی وجود دارد. قطر سیستوسکوپ‌های سخت معمولاً بین ۵/۷ تا ۷/۳ میلی‌متر است.

## چرا سیستوسکوپی انجام می‌شود؟
از سیستوسکوپی برای تشخیص، بررسی و درمان مشکلاتی که بر مثانه و مجرای ادرار تأثیر گذاشتند استفاده می‌شود. پزشک معالج شما ممکن است این روش را برای موارد زیر پیشنهاد کند:
- بررسی علل بروز نشانه‌ها و علائم: از جمله این علائم می‌توان به وجود خون در ادرار، بی‌اختیاری ادرار، مثانه پرکار و ادرار دردناک اشاره کرد. سیستوسکوپی همچنین می‌تواند در تعیین علت بروز عفونت‌های مجاری ادراری به پزشک کمک کند. با این حال سیستوسکوپی عموماً در حالی که شما عفونت مجاری ادرار فعال داشته باشید انجام نمی‌شود.
- تشخیص بیماری‌ها و شرایط خاص مثانه در افراد: از جمله مثال‌های آن می‌توان به سرطان مثانه، سنگ‌های مثانه و التهاب مثانه (سیستیتیس) اشاره داشت.
- درمان بیماری‌ها و مشکلات مثانه: ابزارهای خاصی به کمک سیستوسکوپ وارد بدن می‌شوند تا برخی شرایط خاص را در داخل مثانه درمان کنند. به عنوان مثال تومورهای مثانه بسیار کوچک می‌توانند به کمک سیستوسکوپی حذف شوند.
- تشخیص یک پروستات بزرگ شده: سیستوسکوپی می‌تواند تنگ شدن مجرای ادرار در جایی که از غده پروستات می‌گذرد را نشان دهد و در نتیجه بزرگی پروستات توسط آن مشخص می‌شود.

## خطرات سیستوسکوپی
طبیعی است که در طول دو تا سه روز پس از پروسه احساس سوزش در حین ادرار داشته باشید. ممکن است لازم باشد که بیش از حد معمول ادرار کنید. سعی نکنید ادرار خود را نگه دارید، چرا که خون در مثانه، ممکن است موجب ایجاد لخته و انسداد شود. وجود خون در ادرار پس از پروسه، به خصوص اگر بیوپسی انجام شده باشد، طبیعی است. نوشیدن مقدار زیاد آب باعث کاهش سوزش و خونریزی می‌شود.

## بعضی افراد عوارض جدی تری را تجربه می‌کنند از جمله

### تورم مثانه
تورم مثانه شایع‌ترین عارضه است. این وضعیت باعث می‌شود، ادرار کردن مشکل شود. اگر بیش از هشت ساعت بعد از عمل ادرار نکردید، به پزشک خود خبر دهید.

### عفونت
در موارد نادر، میکروب‌ها به دستگاه ادراری وارد می‌شوند و باعث عفونت می‌شوند. تب، اسهال با بوی عجیب، تهوع، و کمر درد علائم عفونت هستند. ممکن است به آنتی‌بیوتیک نیاز داشته باشید.

### خونریزی
برخی افراد از خونریزی جدی و شدید رنج می‌برند. اگر این اتفاق افتاد سریعاً به پزشک خود خبر دهید.

## اگر هر یک از علائم زیر را داشتید به پزشک خود خبر دهید
تب بالای ۴۰ درجه سلسیوس
خون قرمز روشن یا لخته‌های بافتی در ادرار
درد شکم مداوم
1. ↑  «Cystoscopy - Mayo Clinic». www.mayoclinic.org. دریافت‌شده در ۲۰۱۹-۰۳-۱۳.
2. ↑  «سیستوسکوپی چیست؟ سیستوسکوپی مجرای ادراری و مثانه». دکتر هوشنگ قوامی متخصص ارولوژی. ۲۰۱۹-۰۳-۱۳. دریافت‌شده در ۲۰۱۹-۰۳-۱۳.
3. ↑  «دربارهٔ سیستوسکوپی چه می‌دانید؟». پروفسور حسین کرمی متخصص ارولوژی. ۲۰۱۴-۰۲-۰۳. دریافت‌شده در ۲۰۱۹-۰۳-۱۳.